# 莊荷

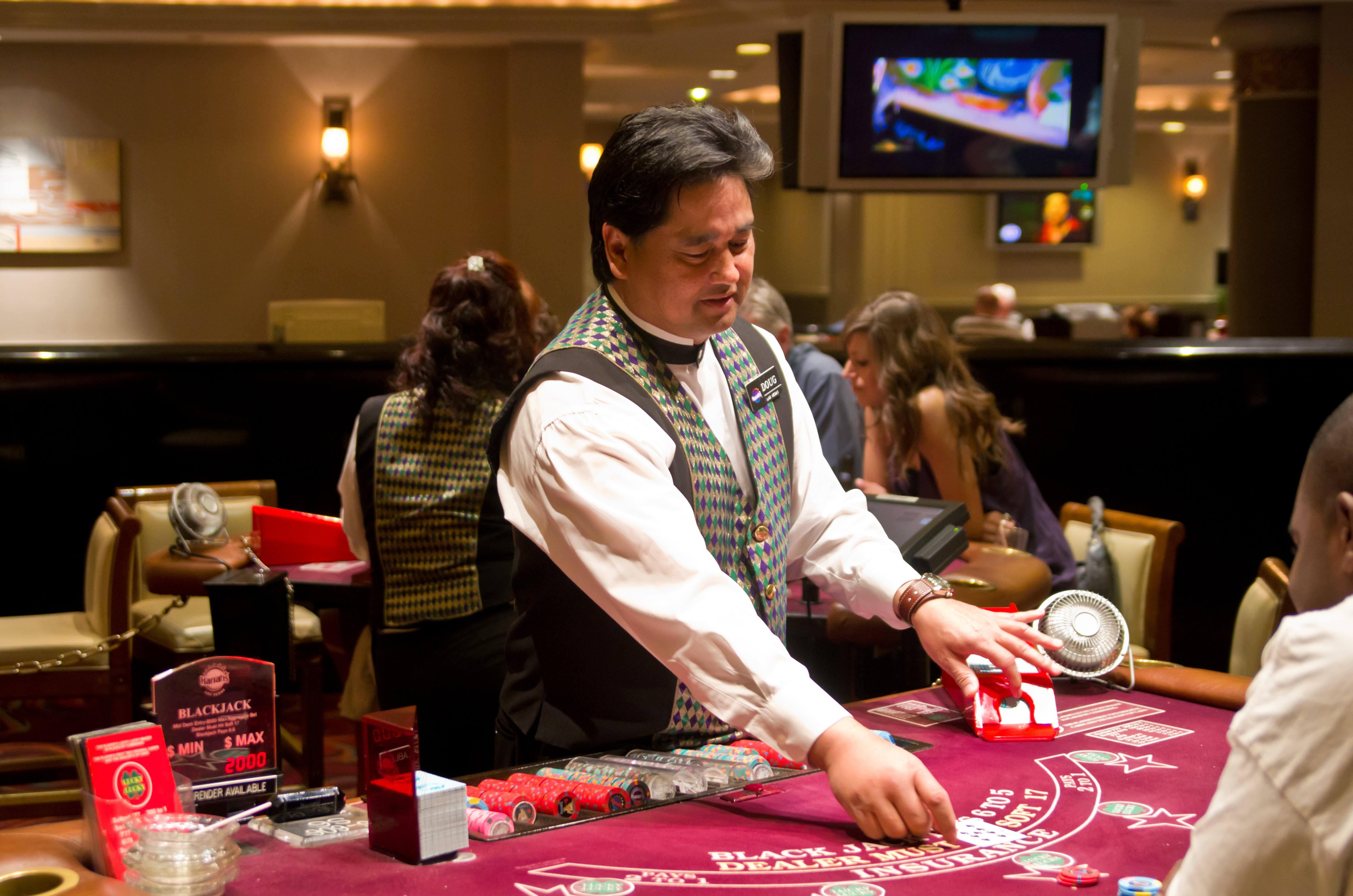
男性莊荷

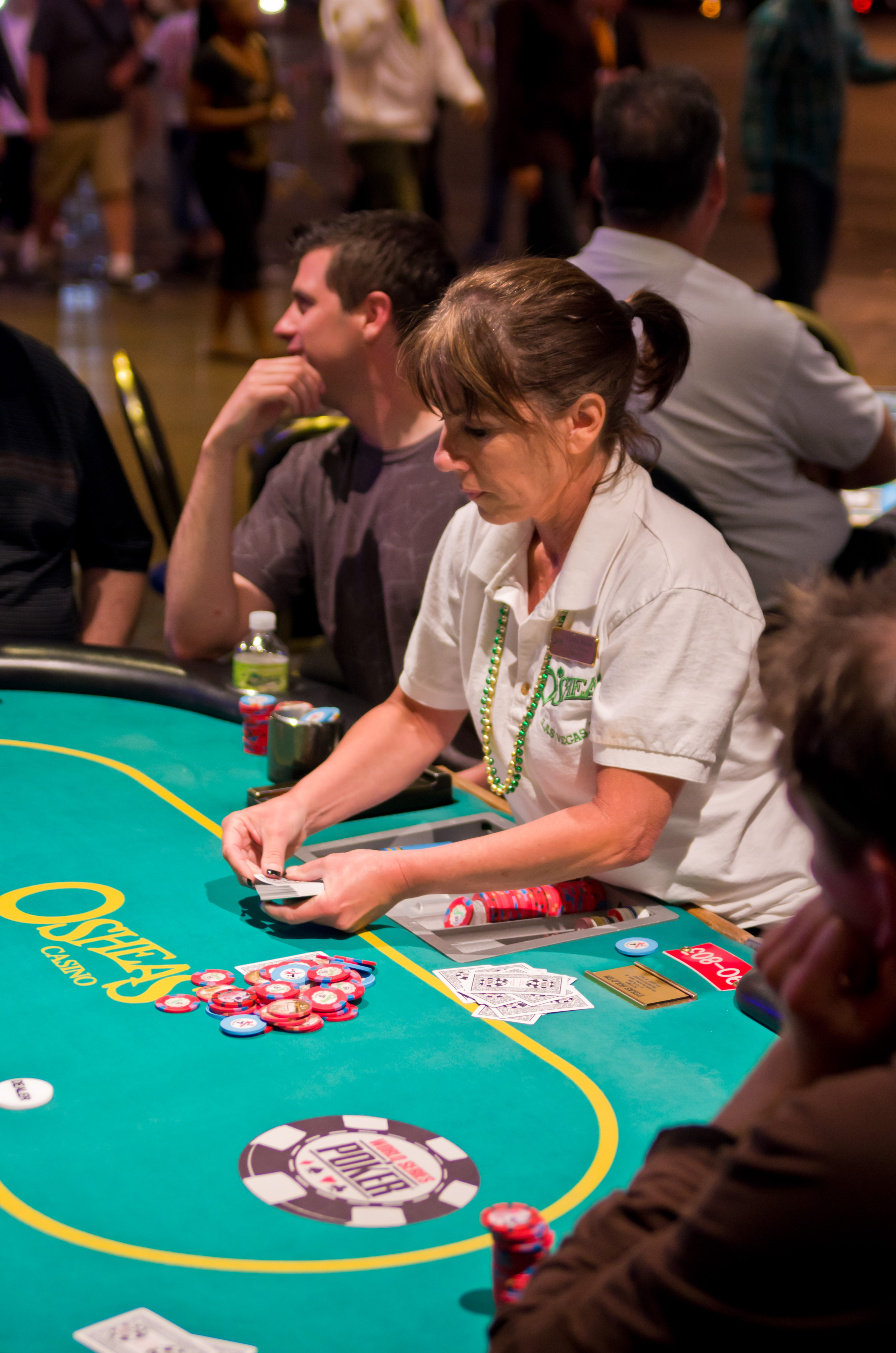
正在發牌的女性莊荷

莊荷（英語：Dealer或Croupier），又稱荷官，是指在賭場內負責發牌、殺（收回客人輸掉籌碼）、賠（賠彩）的一種職業。中文「莊荷」一詞起源於清朝香港。在美國，莊荷（Dealer）一詞一般指撲克類遊戲的職員，但亦有例外，如花旗骰（Craps）的莊荷亦稱為Dealer。在亞洲地區，負責一張賭桌上的遊戲程序和籌碼處理的都被稱為莊荷。
荷官是賭場遊戲的主持人，可以說是決定了賭客荷包的大小，因此稱為“荷官”。

## 就業年齡
澳門政府在2009年擬定進入賭場及員工年齡限制的法案，當中有三年的過渡期，在2012年正式由18歲提高至21歲。而有關賭場雇員法定之最低年齡限制的法案獲立法會一讀通過，該法案的主要目標是將允許進入賭場博彩業的最低年齡從18歲提高至21歲，而賭場新招僱員亦將受到同樣的年齡限制。違法者將遭到重罰，賭場若招聘不滿法定年齡的青少年任職賭場工作人員，將會面臨10,000至500,000澳門元的罰款。

## 人口比例
根據澳門特別行政區政府統計暨普查局統計，2013年第4季中，從事博彩業的全職僱員有55,779名，而荷官就有25,250名，而當中並不會有外地勞工，全都是本地居民。

## 收入
根據澳門特別行政區政府統計暨普查局統計，2013年第4季中，荷官的平均薪酬為16,710元，比起去年同月的15,990元變動了4.5%。

## 日常職務
莊荷最主要的工作是讓博彩遊戲按規則運作，並防止一些遊戲上的作弊情況發生。一般來說，主要分為下列幾項：
- 洗牌（Shuffle）：將全新開封的撲克牌洗牌，但因科技的日新月異，已逐漸由洗牌機取代。
- 發牌（Dealing）：按遊戲規則發牌，發牌的程序因不同遊戲而異，如百家樂則需按照牌例發牌。
- 籌碼處理：如客人賭贏了賭注，需按規定的賠率賠彩，相反，則需將客人輸掉的籌碼收回。由於每種遊戲的賠率各有不同，莊荷於入職前需接受一系列遊戲程序與賠彩計算的課程。如百家樂遊戲中，下注莊家的注碼勝出的話，賭場需抽取5%的佣金，故客人只能獲得原注95%的勝出彩金。另外莊荷亦需處理現金兌換籌碼工作，方便客人下注。
- 打骰：於亞洲地區較為常見，適用於骰寶遊戲（大小）上，但亦逐漸由電子骰盅所取代。
- 遊戲監察：保護籌碼箱的籌碼，防止作弊行為等。

另外，因應不同遊戲需要，所需要的工作也略有不同。如番攤遊戲則有一名莊荷負責數攤皮。

## 薪酬制度
莊荷的薪金組成主要分為兩大部分，分別為底薪以及客人的賞錢。在拉斯維加斯，客人的賞錢是由莊荷自行收取的，故每人的收入各有不同。相反，在澳門則採用攤分形式，每月點算收取的賞錢後按職級比例分給員工。但時至今日，澳門的賭場大多以定額賞錢制度發給員工，故相對收入則較為穩定。